# مکس وسترکمپ
مکس وسترکمپ (هلندی: Max Westerkamp; ۸ اکتبر ۱۹۱۲ – ۶ مهٔ ۱۹۷۰) بازیکن هاکی روی چمن اهل هلند بود.